# 天主教比那爾德里奧教區
天主教比那爾德里奧教區（拉丁語：Dioecesis Pinetensis ad Flumen）是古巴一個羅馬天主教教區，屬哈瓦那總教區。
教區1903年2月20日成立，位於比那爾德里奧省。2004年有教友430,000人，佔轄區總人口43.0%。教區下轄廿五個堂區，有十九名司鐸。現任教區主教為天賜若望·埃爾南德斯-魯伊斯，榮休主教為若瑟·西羅·貢薩萊斯-巴卡勞和喬治·亨利·塞爾帕-佩雷斯。